# Werner Schlager
Werner Schlager (ur. 28 września 1972 w Wiener Neustadt) – austriacki tenisista stołowy, o wzroście 176 cm i wadze 70 kg. Członek kadry narodowej i olimpijskiej Austrii w tenisie stołowym. Zawodnik Austriackiego klubu tenisa stołowego SVS Niederossterich. Jest sponsorowany przez japońską firmę tenisa stołowego Butterfly. Były lider rankingu ITTF. Ostatni złoty medalista Mistrzostw Świata w grze pojedynczej spoza Chin (2003).
- Aktualne miejsce w światowym rankingu ITTF: 25[1] (stan na lipiec 2013)

## Styl gry
- praworęczny, obustronny, mocny atak topspinowy
- rodzaj trzymania rakietki: europejski

## Sprzęt
- deska: Schlager Carbon (OFF+)
- okładziny: Tenergy 05 (grubość podkładu: 2.1mm; po obu stronach)

## Osiągnięcia
- 2.miejsce w Superpucharze Europy w 2008
- Brązowy medalista Mistrzostw Europy w grze pojedynczej w 2008
- Srebrny medalista Mistrzostw Europy w grze pojedynczej w parze z Holendrem Trinko Keen w 2008
- 4-krotny brązowy medalista Mistrzostw Europy w turnieju drużynowym z reprezentacją Austrii w 2002, 2008, 2009 i 2011
- Zwycięzca Ligi Mistrzów z klubem SVS Niederossterich w 2008
- 2-krotny zwycięzca turnieju Europa Top 12 w grze pojedynczej w 2000 i 2008
- 2.miejsce w turnieju Bogoia Grodzisk Cup w 2008
- Mistrz Europy w grze podwójnej w parze z Austriakiem Karlem Jindrakiem w 2005
- Srebrny medalista Mistrzostw Europy w turnieju drużynowym z reprezentacją Austrii w 2005
- Mistrz świata w grze pojedynczej w 2003
- Brązowy medalista Mistrzostw Świata w grze pojedynczej w 2000
- Srebrny medalista Mistrzostw Świata w grze pojedynczej w 1999
- Międzynarodowy Mistrz Polski w grze pojedynczej w 1995
- 5-krotny zwycięzca turniejów z cyklu ITTF Pro Tour
- Wielokrotny mistrz Austrii w grze pojedynczej